# Finale del campionato mondiale di calcio 1970
La finale della 9ª Coppa del Mondo Jules Rimet fu un incontro di calcio valido per l'assegnazione del campionato del mondo 1970 e della coppa Jules Rimet.
Disputata il 21 giugno 1970 allo stadio Azteca di Città del Messico, vide la vittoria della nazionale del Brasile su quella dell'Italia con il punteggio finale di 4-1.

## Le squadre
| Squadra | Finali disputate in precedenza (il grassetto indica la vittoria) |
| ------- | ---------------------------------------------------------------- |
| Italia  | 2 (1934, 1938)                                                   |
| Brasile | 3 (1950, 1958, 1962)                                             |

## Cammino verso la finale
Note: In ogni risultato sottostante, il punteggio della finalista è menzionato per primo.
| Pos. | Squadra | Pt | G | V | N | P | GF | GS | DR |
| ---- | ------- | -- | - | - | - | - | -- | -- | -- |
| 1.   | Italia  | 4  | 3 | 1 | 2 | 0 | 1  | 0  | +1 |
| 2.   | Uruguay | 3  | 3 | 1 | 1 | 1 | 2  | 1  | +1 |
| 3.   | Svezia  | 3  | 3 | 1 | 1 | 1 | 2  | 2  | 0  |
| 4.   | Israele | 2  | 3 | 0 | 2 | 1 | 1  | 3  | -2 |

| Pos. | Squadra        | Pt | G | V | N | P | GF | GS | DR |
| ---- | -------------- | -- | - | - | - | - | -- | -- | -- |
| 1.   | Brasile        | 6  | 3 | 3 | 0 | 0 | 8  | 3  | +5 |
| 2.   | Inghilterra    | 4  | 3 | 2 | 0 | 1 | 2  | 1  | +1 |
| 3.   | Romania        | 2  | 3 | 1 | 0 | 2 | 4  | 5  | -1 |
| 4.   | Cecoslovacchia | 0  | 3 | 0 | 0 | 3 | 2  | 7  | -5 |

## Descrizione della partita
Dopo un primo tempo abbastanza equilibrato durante il quale la squadra italiana riuscì a pareggiare, con un rocambolesco gol di Roberto Boninsegna, la rete iniziale del Brasile su colpo di testa di Pelé, nel secondo tempo la squadra sudamericana prese progressivamente il sopravvento e dimostrò una netta superiorità tecnica segnando altri tre gol. Al termine della partita la Coppa Jules Rimet venne quindi assegnata al Brasile, vincitore per la terza volta della competizione.

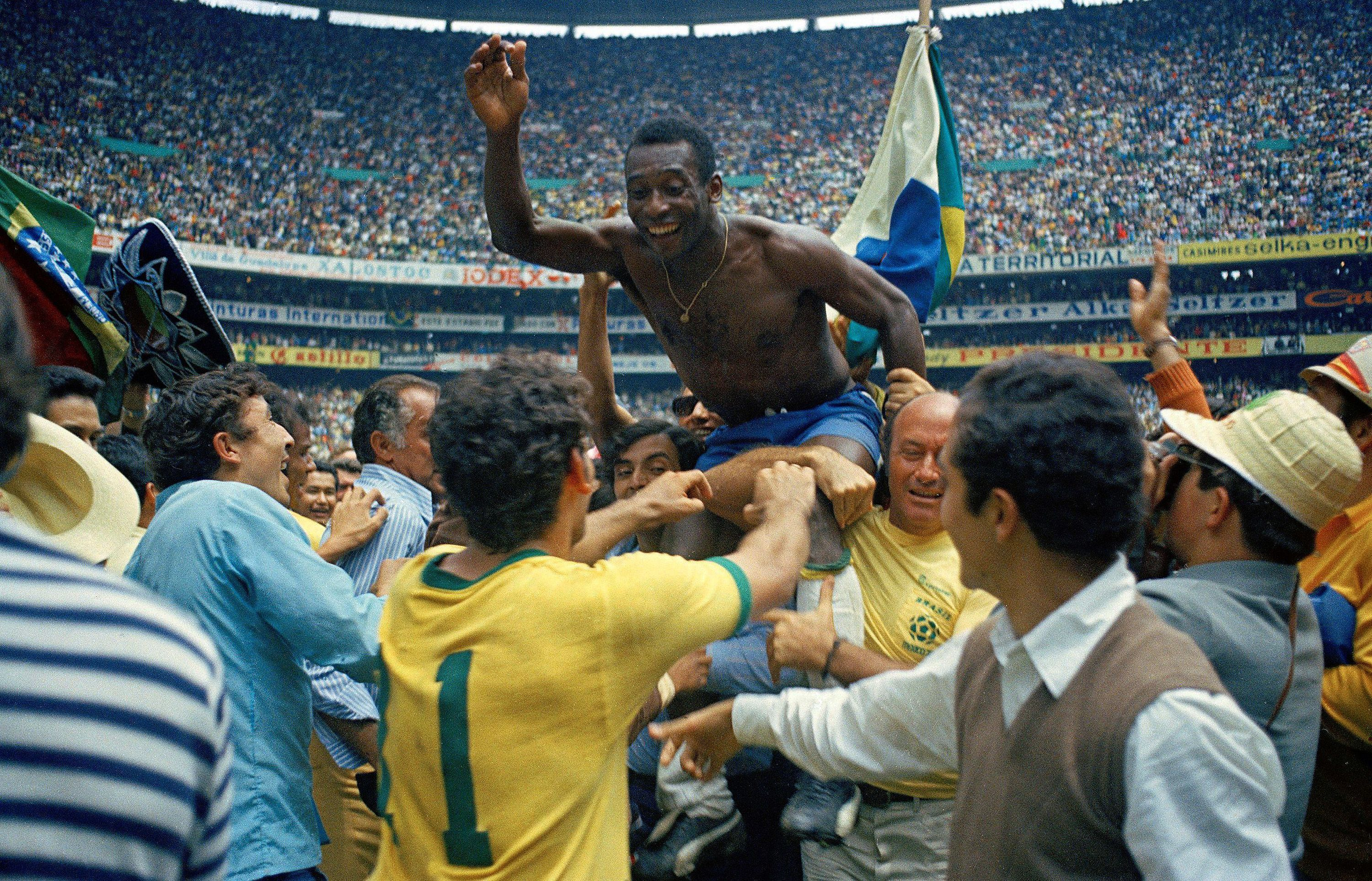
Pelé celebra la vittoria della finale. Sarà la sua ultima Coppa del Mondo, in quanto si ritirerà dalla Nazionale verdeoro un anno dopo.

## Tabellino
| Arbitro: | Rudi Glöckner |

|                                                      |           |                |
| Pelé 18’ Gérson 66’ Jairzinho 71’ Carlos Alberto 86’ | Marcatori | 37’ Boninsegna |

### Formazioni
| Brasile | Italia |

| Brasile(4-2-4) |    |                |             |
|                |    |                |             |
| P              | 1  | Félix          |             |
| D              | 4  | Carlos Alberto |             |
| D              | 16 | Everaldo       |             |
| C              | 5  | Clodoaldo      |             |
| D              | 2  | Brito          |             |
| D              | 3  | Piazza         |             |
| C              | 7  | Jairzinho      |             |
| C              | 8  | Gérson         |             |
| A              | 9  | Tostão         |             |
| A              | 10 | Pelé           |             |
| A              | 11 | Rivelino       | Ammonizione |
| CT:            |    |                |             |
| Mário Zagallo  |    |                |             |

| Italia (4-3-1-2)     |    |                    |             |     |
|                      |    |                    |             |     |
| P                    | 1  | Enrico Albertosi   |             |     |
| D                    | 2  | Tarcisio Burgnich  | Ammonizione |     |
| D                    | 3  | Giacinto Facchetti |             |     |
| C                    | 10 | Mario Bertini      |             | 75’ |
| D                    | 8  | Roberto Rosato     |             |     |
| D                    | 5  | Pierluigi Cera     |             |     |
| C                    | 13 | Angelo Domenghini  |             |     |
| C                    | 16 | Giancarlo De Sisti |             |     |
| A                    | 20 | Roberto Boninsegna |             | 84’ |
| C                    | 15 | Sandro Mazzola     |             |     |
| A                    | 11 | Gigi Riva          |             |     |
| Sostituzioni:        |    |                    |             |     |
| C                    | 18 | Antonio Juliano    |             | 75’ |
| C                    | 14 | Gianni Rivera      |             | 84’ |
| CT:                  |    |                    |             |     |
| Ferruccio Valcareggi |    |                    |             |     |

| Assistenti arbitrali: Rüdi Scheurer (Svizzera) Norberto Angel Coerezza (Argentina) |